# Episodi de I Jefferson (sesta stagione)
La sesta stagione della serie televisiva I Jefferson è stata trasmessa dal 23 settembre 1979 al 13 aprile 1980 sul canale CBS, posizionandosi all'8º posto nei rating Nielsen di fine anno con il 24,3% di penetrazione.
| nº | Titolo originale                      | Titolo italiano | Prima TV USA      | Prima TV Italia |
| -- | ------------------------------------- | --------------- | ----------------- | --------------- |
| 1  | The Announcement                      |                 | 23 settembre 1979 |                 |
| 2  | A Short Story                         |                 | 30 settembre 1979 |                 |
| 3  | Louise's Old Boyfriend                |                 | 7 ottobre 1979    |                 |
| 4  | Now You See It, Now You Don't: Part 1 |                 | 21 ottobre 1979   |                 |
| 5  | Now You See It, Now You Don't: Part 2 |                 | 28 ottobre 1979   |                 |
| 6  | Where's Papa?                         |                 | 4 novembre 1979   |                 |
| 7  | The Expectant Father                  |                 | 11 novembre 1979  |                 |
| 8  | Joltin' George                        |                 | 18 novembre 1979  |                 |
| 9  | Baby Love                             |                 | 2 dicembre 1979   |                 |
| 10 | Louise vs. Florence                   |                 | 9 dicembre 1979   |                 |
| 11 | Me and Mr. G                          |                 | 30 dicembre 1979  |                 |
| 12 | One Flew Into the Cuckoo's Nest       |                 | 6 gennaio 1980    |                 |
| 13 | Louise's Setback                      |                 | 13 gennaio 1980   |                 |
| 14 | Brother Tom                           |                 | 27 gennaio 1980   |                 |
| 15 | The Arrival: Part 1                   |                 | 3 febbraio 1980   |                 |
| 16 | The Arrival: Part 2                   |                 | 10 febbraio 1980  |                 |
| 17 | The Shower                            |                 | 17 febbraio 1980  |                 |
| 18 | The Longest Day                       |                 | 24 febbraio 1980  |                 |
| 19 | George's Birthday                     |                 | 2 marzo 1980      |                 |
| 20 | A Night to Remember                   |                 | 9 marzo 1980      |                 |
| 21 | The Loan                              |                 | 23 marzo 1980     |                 |
| 22 | Louise Takes a Stand                  |                 | 30 marzo 1980     |                 |
| 23 | The First Store                       |                 | 6 aprile 1980     |                 |
| 24 | Once Upon a Time                      |                 | 13 aprile 1980    |                 |